# Орден Рюденбандів

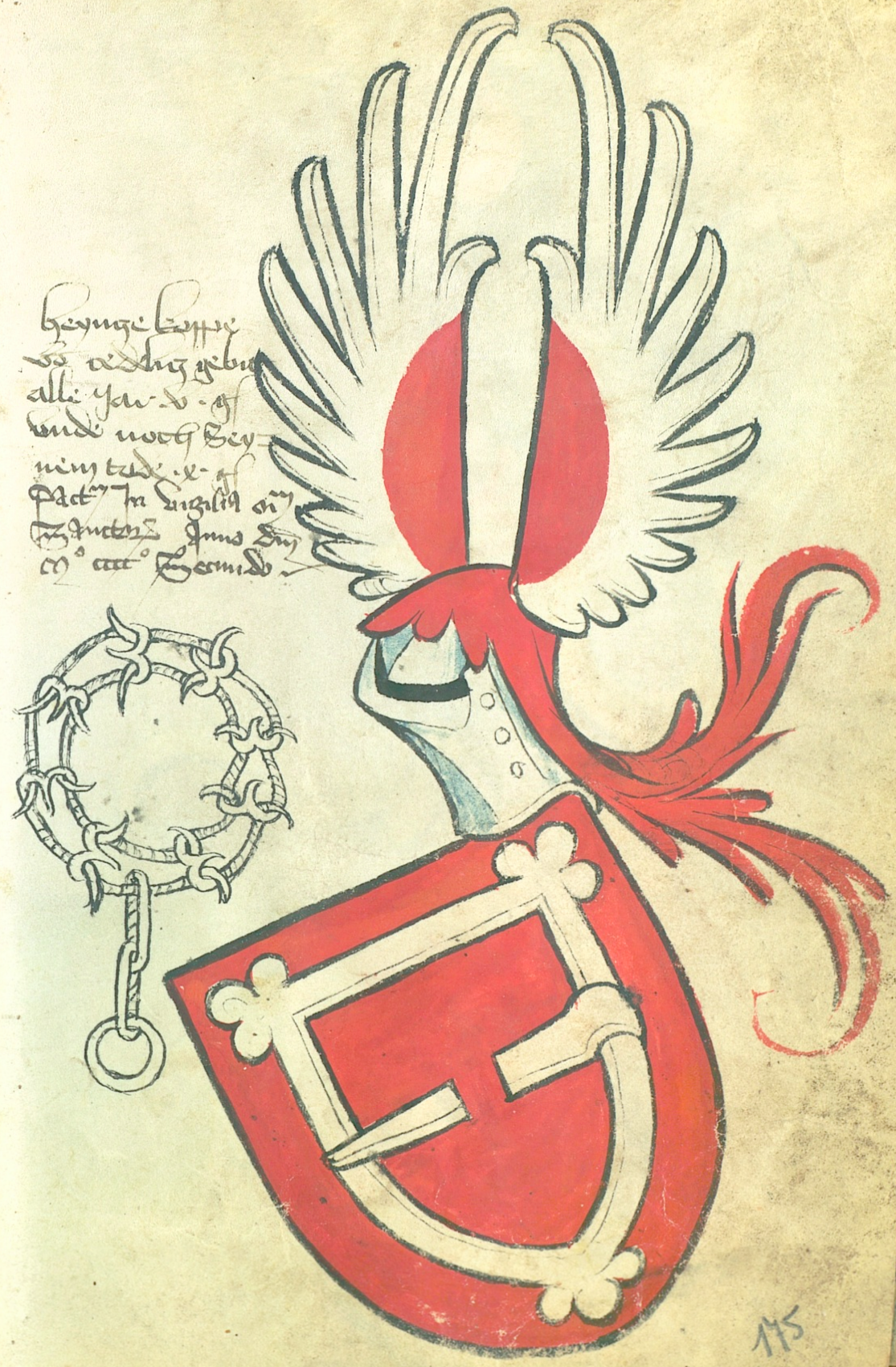
Найдавніше відоме зображення емблеми Рюденбандів, 1402

Орден Рюденбандів (Gesellschaft des Rüdenbandes, Die Rüdenbänder) — лицарський орден, шляхетне товариство (або турнірна спільнота) заснований наприкінці XIV століття в Верхній Лужиці, Нижній Сілезії та Північній Богемії. На початку XV століття Орден був своєрідним об'єднанням придворної шляхти князів Легніцьких і Ґлоґовських з сілезійської династії П'ястів. Завдяки зусиллям князя Легніцького і Брегзького Людвіка II спільнота додалась членами з Австрії, Франконії, Баварії та Швабії.

## Історія

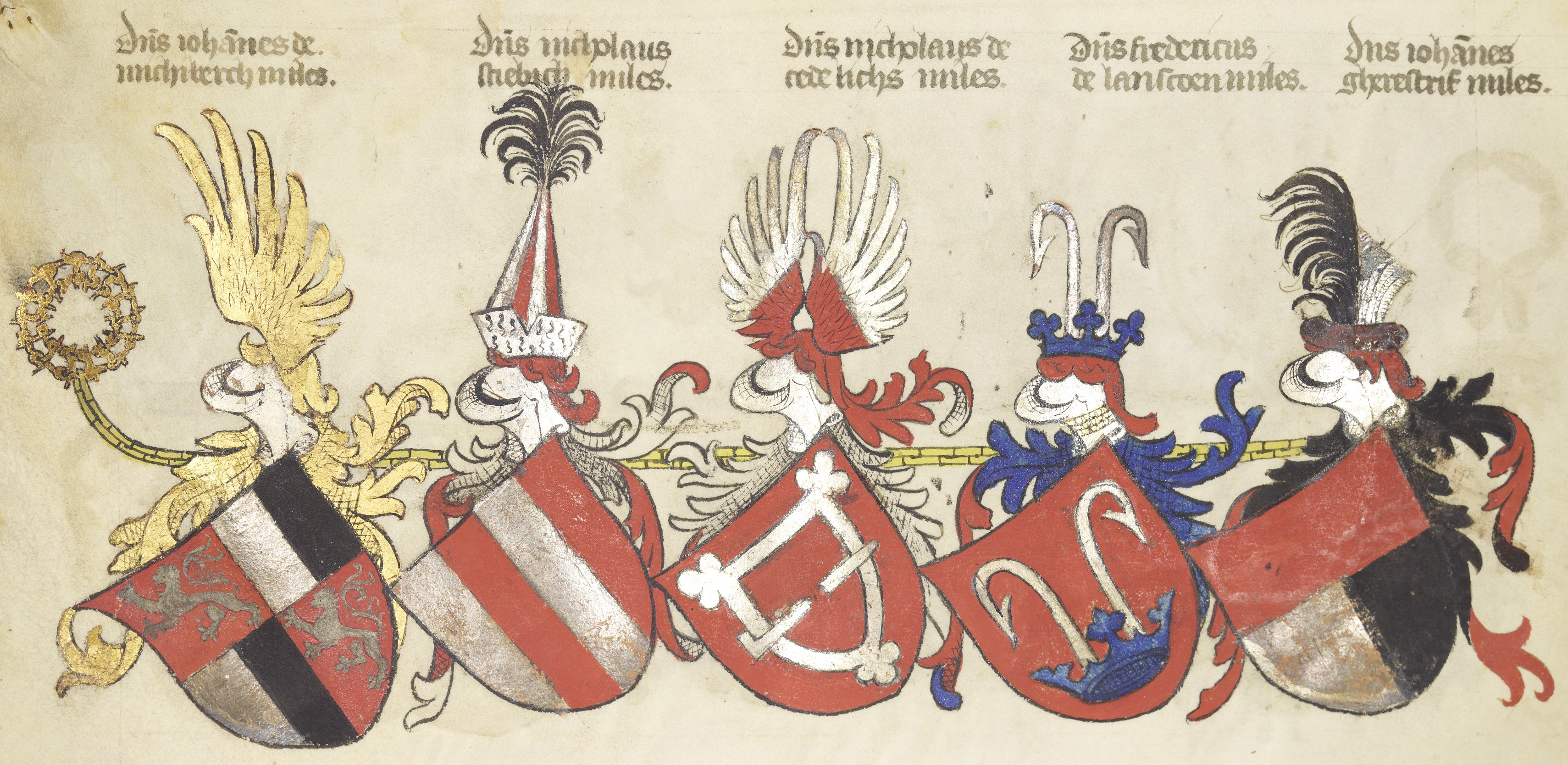
Гербовник, 1416

Точний час заснування Ордену невідомий. Перше письмове свідчення датується 1389 роком під час турніру в Ґорлиці, коли князь Ян Ґорлицький, син короля Богемії Карла та Єлизавети Померанської, наказав місту вшанувати дії Рюденбандів дарунками.
Перше зображення геральдичного символу товариства відомо на малюнку братства Святого Христофора 1402 року, коли кілька членів спільноти розділили так званий «Другий полон» короля Богемії Вацлава IV у Відні.
Перші статути Ордену виникли в кінці XIV столітті. Лицарські турніри, що відбувалися в 1388/89 роках у містах Ґерліц і Ліґніц, згадуються в пізніших статутах спільноти. Крім того, видатні учасники турніру 1389 року та члени їхніх сімей згодом з'являються в пізніших списках Ордену.
1413 року князі та старші члени Ордену Рюденбандів ухвалили статут об'єднання. Необхідність у записі нового статуту могла виникнути через династичні протиріччя між Людовіком II Брегзьким і його зведеним братом Генріхом IX Любинським. А також через конфлікт між Польщею та Тевтонським орденом, та конфлікт з Опольським князівством. Зразком для статуту слугував Орден Дракона, заснований 1408 році Сигізмундом Угорським. Людвік II був членом цього ордену та союзником Сигізмунда. Тісні стосунки інших членів Ордену з двором майбутнього короля Німеччини та Богемії спонукали істориків вважати Орден знаряддям впливу Сигізмунда на князівство його брата Вацлава IV.
1416 року португальський герольд зафіксував присутність членів Ордену на Констанцькому соборі. 1420 року Людків II зробив молодого маркграфа Яна Алхіміка капітаном капітулів Ордену у Франконії, Швабії та Баварії. Також Рюденбанди мали вплив на Орден Лебедя, створений братом Яна Фрідріхом II у 1440 році.
Збереглось зображення 1460 року, а якому Констанціанський патрицій Генріх Бларер намальований із орденами Рюденбандів і Ордену Глека.
У час найбільшого розквіті Ордену в цьому нараховувалось до 700 лицарів.